# Power Gen EP
Power Gen EP var Astral Projections första vinyl EP gavs ut på skivbolaget Smart Records Copenhagen som är ett Danskt skivbolag. EP:n släpptes 1995.

## Låtlista
1. Astral Projection - Power Gen - 7:28
2. Mantra - Arrival - 7:48